# Naima Sahlbom
Naima Sahlbom, née le 15 mai 1871 à Stockholm et morte le 29 mars 1957, est une chimiste, minéralogiste et militante suédoise pour la paix. Elle est considérée comme l'une des chimistes suédoises les plus remarquables de la fin du XIXe siècle et du début du XXe siècle.

## Biographie

### Jeunesse et éducation
Naima Sahlbom naît le 15 mai 1871 à Stockholm en Suède. Elle est la fille de Charlotte (née Hallin) Sahlbom et de Gustav Valfrid Sahlbom, ingénieur civil. Dans sa jeunesse, elle fréquente la Wallinska Girls'School, le premier établissement d'enseignement suédois à offrir un enseignement préparatoire universitaire aux filles. Attirée par la science, son père lui permet de faire du bénévolat au laboratoire de Stockholm Water, et elle acquiert sa première expérience en laboratoire. En 1893, Sahlbom réussit ses examens d’inscription et fréquente la Stockholm högskola (maintenant l'université de Stockholm), où elle acquiert une expérience dans l’analyse des minéraux. Nommée par Helge Bäckström, Sahlbom est intronisée membre de la Société de géologie de Stockholm le 10 mai 1894. En 1894, elle fréquente l'université d'Uppsala, se spécialisant en géologie et obtenant son diplôme en 1896,,,.

### Recherche scientifique
En 1897, elle publie son premier article scientifique. 